# La strada della felicità
La strada della felicità (On Our Merry Way) è un film del 1948 diretto da King Vidor, Leslie Fenton e, non accreditati, John Huston e George Stevens. Il film, nella sua versione originale di 107 minuti, aveva il titolo A Miracle Can Happen.
Interpretato da Burgess Meredith, Paulette Goddard, James Stewart (1º episodio), Henry Fonda (1º episodio), Dorothy Lamour (2º episodio), William Demarest (3º episodio), Fred MacMurray (3º episodio).

## Trama
Oliver, un giornalista spiantato, dietro suggerimento della moglie fa un giro di interviste sul tema "Quale influenza decisiva ha avuto un bambino nella vostra vita?" vengono fuori diverse storie: 2 jazzisti organizzano un concorso truccato che, loro malgrado, viene vinto da una piccola trombettista, una ragazza diventa attrice grazie a una bambina prodigio, due imbroglioni tentano di rapire un bambino terribile per chiedere un riscatto. Alla fine la storia più bella la sentirà a casa sua.

## Curiosità
- C'era anche un quarto episodio su un pastore interpretato da Charles Laughton, ma venne tagliato.[senza fonte]
- Il giornalista è interpretato da Burgess Meredith e la moglie è interpretata da Paulette Goddard che nella vita reale erano marito e moglie.
- Ridoppiato in anni relativamente recenti, la nuova versione italiana è stata diretta per la CVD da Renato Cortesi che nella riedizione dà anche la voce a Burgess Meredith.

## Distribuzione
Il film, distribuito dalla United Artists, fu presentato in prima a New York il 3 febbraio 1948, uscendo poi nelle sale nel giugno di quello stesso anno. Il 22 novembre 1948, fu distribuito nel Regno Unito.